# Station Innsbrucker Platz
Innsbrucker Platz is een station van de S-Bahn van Berlijn aan de S-Bahnring, dat opende op 1 juli 1933. Het is gelegen aan het gelijknamige plein in het Berlijnse stadsdeel Schöneberg. Er bestaat een overstapmogelijkheid in het gelijknamige metrostation op metrolijn U4. 

## S-Bahnstation
In 1933 werd aan de Ringbahn, een ringspoorweg voor goederen- en voorstadsverkeer om het centrum van Berlijn, een aantal nieuwe S-Bahnstations geopend, waaronder een aan de Innsbrucker Platz. Vanwege de bewogen geschiedenis van het 20e-eeuwse Berlijn zou het station driemaal gesloten en heropend worden.
De eerste sluiting van station Innsbrucker Platz vond plaats tegen het einde van de Tweede Wereldoorlog en duurde slechts enkele weken. In 1969 begon de aanleg van de Berlijnse stadsring. In verband met de werkzaamheden aan de nieuwe autosnelweg werd het stationsgebouw aan de Innsbrucker Platz in 1970 gesloopt en moest het station tussen 1972 en 1979 helemaal zijn deuren sluiten. Ondertussen werd het plein volledig heringericht en bouwde men een nieuwe, eenvoudige stationshal.
In het gedeelde Berlijn werd de S-Bahn in zijn geheel geëxploiteerd door de Oost-Duitse Deutsche Reichsbahn. De S-Bahn werd hierom in West-Berlijn grotendeels geboycot en het West-Berlijnse spoorwegpersoneel kwam een aantal maal in opstand. Na een staking in 1980 werd het jarenlang verwaarloosde westelijke deel van de ringlijn buiten bedrijf gesteld; station Innsbrucker Platz sloot opnieuw. In 1984 nam het stadsvervoerbedrijf BVG de exploitatie van het westelijke S-Bahnnet over van de DR. Men heropende een aantal verbindingen, maar de Ringbahn bleef ongebruikt. Pas vier jaar na de val van de muur, op 17 december 1993, kwam het zuidelijke deel van de S-Bahnring weer in dienst en werd het station aan de Innsbrucker Platz heropend. Tegenwoordig wordt het station bediend door de lijnen S41 (ring met de klok mee), S42 (tegen de klok in) en S46 (Westend - Königs Wusterhausen).